# Tiphobiosis schmidi
Tiphobiosis schmidi là một loài Trichoptera trong họ Hydrobiosidae. Chúng phân bố ở miền Australasia.